# Colin Falconer
Colin Falconer, Colin Bowles no original (North London, 1953) é o autor de vários romances, incluindo "Anastácia" e "Harém".
Mudou-se para a Austrália na década de 1970 e trabalhou como taxista, jogador de futebol semi-profissional e tocou guitarra em pubs antes de entrar em uma agencia de publicidade. Em 1984 mudou-se para Sydney, onde perseguiu sua carreira de escritor.
Ele tem sido um escritor em tempo integral desde 1990, escrevendo sob os nomes de Colin Bowles, Colin Falconer e Mark D'Arbanville. Colin viaja regularmente para pesquisa de seus romances.